# Mezquita Al-Sadiq
La Mezquita Al-Sadiq (Wabash Mosque) fue construida en el año 1922 en el centro de Chicago (EE. UU.), gracias al dinero donado por la Comunidad Ahmadía de la India.
El fundador de la fe ahmadía, Mirza Ghulam Ahmad, quiso replicar la política misional que las iglesias cristianas realizaban en la India de finales del siglo XIX, por ello, priorizó que esta rama del islam -si bien, gran parte de los musulmanes la consideran no islámica-, se expandiera por países occidentales. Por ello, muchas de las primeras mezquitas construidas en países occidentales, como en Alemania o Inglaterra, fueron levantadas por ahmadías.